# Oncocnemis potanini
Oncocnemis potanini är en fjärilsart som beskrevs av Alphéraky 1892. Oncocnemis potanini ingår i släktet Oncocnemis och familjen nattflyn. Inga underarter finns listade i Catalogue of Life.